# Liste der südafrikanischen Botschafter in Angola
Die Botschaft befindet sich im Edifício Maianga Maianga, in Luanda.
| Ernennung Akkreditierung | Botschafter                       | Bemerkung | Staatsoberhaupt in Südafrika         | akkreditiert bei der Regierung         | Posten verlassen |
| ------------------------ | --------------------------------- | --- | ------------------------------------ | -------------------------------------- | ---------------- |
| 1956                     | Harold Langmead Taylor Taswell    | Konsul | Ernest George Jansen                 | Francisco Craveiro Lopes               | 1959             |
| 1959                     | Willen Schalk Van Heerden         | Konsul | Ernest George Jansen oder Nachfolger | Américo Tomás                          | 1961             |
| Aug. 1961                | Charles Brothers Hilson Fincham   | Konsul | Charles Robberts Swart               | Américo Tomás                          | 1964             |
| 1964                     | Edmund Michael Malone             | Konsul (* 26. Oktober 1922), 1950-1954: Vice-Consul in Elisabethville, 1954 bis 1957 Gesandtschaftssekretär dritter Klasse in Köln, 1957-1961:Gesandtschaftssekretär zweiter Klasse in Stockholm, 1964: Commandant: Streitkräfte Südafrika, 1962: Offizier Befehlshaber Hillerses Commando Pretoria, 1962-1964: Pistol Champion of SA, 1961, 1962, 1963 Pistol Champion of U.K. 1967: Generalkonsul in Hongkong, ambassador to one of the Scandinavian countries. | Charles Robberts Swart               | Américo Tomás                          | 1967             |
| 29. Juni 1967            | Anthony Francis Drake             | Konsul, 1. September 1969 Generalkonsul in Mailand, 1974: Generalkonsul in San Francisco, 1. Februar 1980: Generalkonsul in Beverly Hills 28. Januar 1985 außerordentlicher Gesandter in Stockholm. | Theophilus E. Dönges                 | Américo Tomás                          |                  |
| 1. Sep. 1969             | Maarten Petrus Albertus Malan     | Konsul | Jacobus Johannes Fouché              | Américo Tomás                          | 1. Apr. 1969     |
| 1. Apr. 1970             | Edmund Michael Malone             | Konsul | Jacobus Johannes Fouché              | Américo Tomás                          | 1974             |
| Apr. 1970                | Willem "Kaas" van der Waals       | Vice-consul | Jacobus Johannes Fouché              | Américo Tomás                          | Dez. 1973        |
| 23. Jan. 1992            | Roger J. Ballard-Tremeer          | [ 3 ] | Frederik Willem de Klerk             | Fernando José de França Dias Van Dúnem | 3. Dez. 1992     |
| 1993                     | Roger J. Ballard-Tremeer          | Geschäftsträger | Frederik Willem de Klerk             | Marcolino Moco                         | 1994             |
| 1994                     | Roger J. Ballard-Tremeer          | 1986: Information Counsellor Canberra, 1988: Counsellor London South African Embassy 1997-2001: Le directeur pour l’Afrique du Nord auprès du ministère des Affaires étrangères de l’Afrique du Sud, has become a consultant and intermediary for certain companies. He is also chairman of the South Africa-Angola Chamber of Commerce | Nelson Mandela                       | Marcolino Moco                         | 1996             |
| 1996                     | Jan Mabuse Mampane                | | Nelson Mandela                       | Fernando José de França Dias Van Dúnem | 2. Juni 2001     |
| 2. Juni 2001             | Godfrey Ngwenya                   | [ 5 ] | Thabo Mbeki                          | José Eduardo dos Santos                |                  |
| 7. Mai 2003              | Tony Msimanga                     | [ 6 ] | Thabo Mbeki                          | Fernando da Piedade Dias dos Santos    | 8. Dez. 2004     |
| 8. Dez. 2004             | Themba Muziwakhe Nicholas Kubheka | | Thabo Mbeki                          | Fernando da Piedade Dias dos Santos    | 5. Dez. 2009     |
| 5. Dez. 2009             | Maotwe L. Mokwena                 | Geschäftsträger | Jacob Zuma                           | António Paulo Kassoma                  |                  |